# Ropica tsushimensis
Ropica tsushimensis là một loài bọ cánh cứng trong họ Cerambycidae.